# درو اسمیت
درو اسمیت (انگلیسی: Dru Smith؛ زادهٔ ۳۰ دسامبر ۱۹۹۷) بازیکن بسکتبال اهل ایالات متحده آمریکا است.